# Han Zhangdi
Han Zhangdi, imię publiczne: Zhu, chiń. 着 (ur. 57, zm. 9 kwietnia 88 w Luoyangu) – trzeci cesarz Późniejszej dynastii Han, panujący od 5 września 75 aż do śmierci.
Liu Da, który do historii przeszedł jako cesarz Zhang, był synem cesarza Minga i Damy Jia, jednak jeszcze jako niemowlę został adoptowany przez cesarzową Ma. Jako cesarz starał się realizować ideał konfucjańskiego władcy, łaskawego i troskliwego w stosunku do swoich poddanych, czego jednym z przejawów były jego podróże po terytorium cesarstwa, nie mające odpowiednika wśród innych władców Późniejszej dynastii Han. Od najmłodszych lat autentycznie zainteresowany konfucjanizmem wspierał Szkołę Starego Tekstu, przeciwstawiając się naukom zawartym w apokryfach (Chenwei) i „szczegółowych komentarzach”, którymi w międzyczasie obrosły klasyczne księgi. Za jego panowania przeprowadzono ważną reformę kalendarza i kompleksową reformę rytuałów, chociaż ta ostatnia została porzucona niedługo po jego śmierci. W polityce zagranicznej pogodził się ze zniszczeniem przez Xiongnu Generalnego Protektoratu nad Rejonami Zachodnimi, wycofując chińskie wojska, przy czym po tym wydarzeniu wpływy cesarstwa w regionie zaczął stopniowo odbudowywać Ban Chao. Jego cesarzowa, Dou, za pomocą zręcznych intryg zdominowała dwór i kiedy cesarz zmarł w wieku trzydziestu lat, pozostawiając następcę w osobie małoletniego Liu Zhao, objęła regencję jako cesarzowa wdowa.

## Pochodzenie
Liu Da był piątym synem cesarza Minga, urodzonym w 57 przez Szlachetną Damę (貴人, gui ren) Jia. Jego czterej starsi przyrodni bracia byli dziećmi konkubin niskiego pochodzenia, natomiast Dama Jia pochodziła z rodziny z Nanyangu, ojczystej komanderii rodu cesarskiego, i była kuzynką ze strony matki cesarzowej Ma. Cesarzowa nie mogła mieć dzieci i ewidentnie na drodze porozumienia pomiędzy dwiema rodzinami adoptowała Liu Da, który został następcą tronu tego samego dnia, 8 kwietnia 60, gdy Ma uzyskała swój cesarski tytuł. Cesarzowa opiekowała się Liu Da tak jakby ten był jej własnym dzieckiem i w rezultacie ten traktował ją jak rodzoną matkę, podczas gdy Dama Jia i jej rodzina zyskali niewiele na swoim powiązaniu z rodem panującym.

## Cesarskie rządy

### Styl rządów

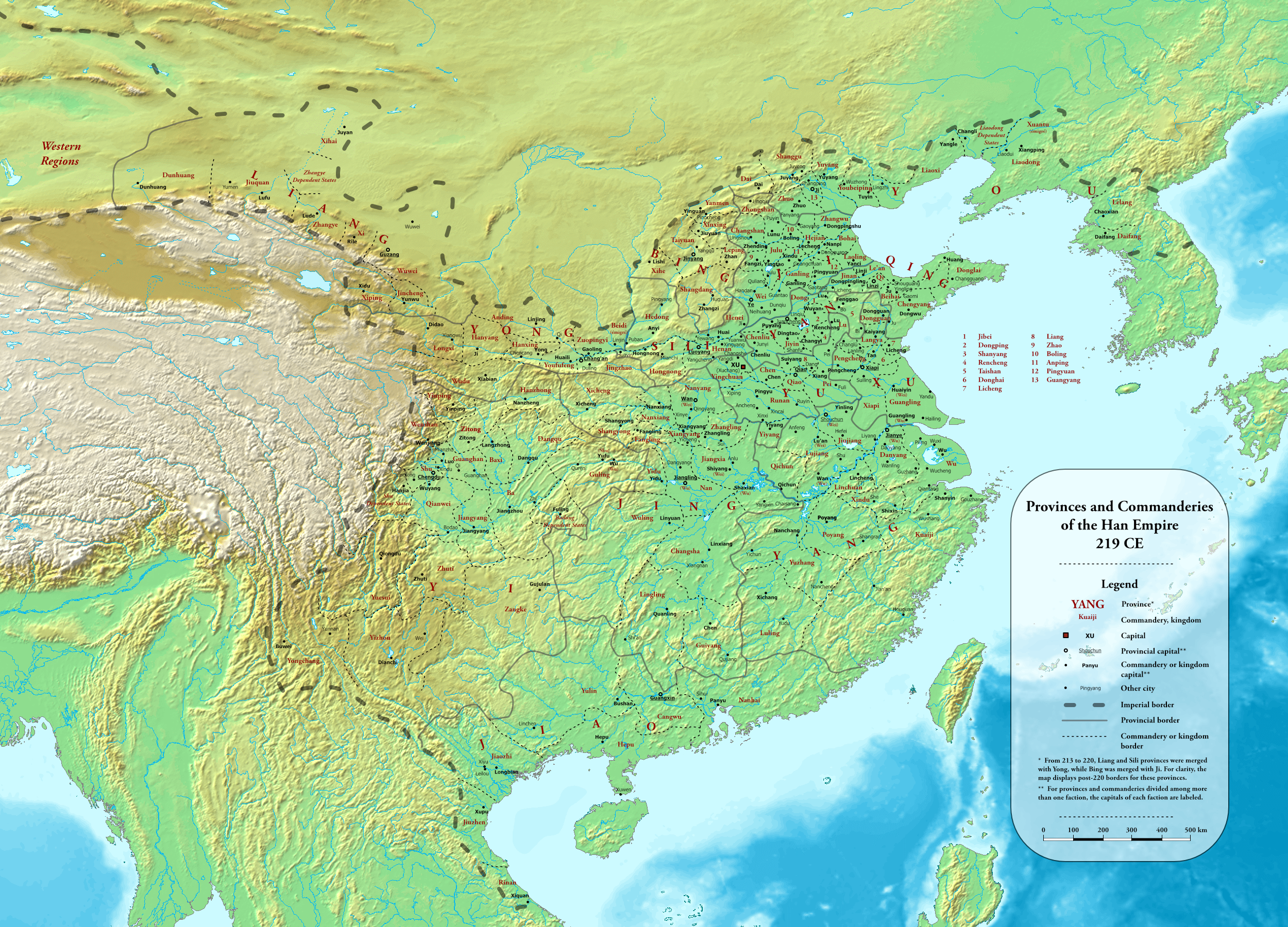
Prowincje i komanderie cesarstwa Han

Liu Da objął władzę po śmierci swojego ojca w dniu 5 września 75. Od momentu wstąpienia na tron młody władca i jego rząd starali się prezentować obraz łaskawości i dobroczynności. Wydawano edykty wyrażające współczucie i zainteresowanie dla spraw zwykłych poddanych cesarstwa, przy różnych okazjach rozdawano donacje i szlacheckie rangi oraz zwalniano z opłat. W okresach trudności państwo udzielało pomocy i nadano specjalne przywileje rodzicom nowonarodzonych dzieci. Amnestie były częste, egzekucje ograniczono do miesięcy zimowych (co miało przywrócić równowagę pór roku pomiędzy siłami Yin i yang), ograniczono także stosowanie bastinado. Budowa kanału w górach Taihang została porzucona ze względu na bezpieczeństwo robotników, zaś z drugiej strony zbudowano nową drogę przez Góry Południowochińskie, by podróżni nie musieli odbywać niebezpiecznej podróży morskiej wzdłuż wybrzeża dzisiejszej prowincji Fujian.
W latach 80. cesarz dużo przebywał poza stolicą i w trakcie każdej ze swoich podróży „odbywał bądź aranżował specjalne ofiary, udzielał audiencji cesarskim krewnym, żądał raportów od lokalnych urzędników, wypuszczał więźniów i słuchał spraw sądowych, rozdawał jałmużnę by ulżyć potrzebującym oraz zwalniał z podatków regiony przez które wędrował”. Jesienią 82 udał się na północ przez Henei do komanderii Wei, a zimą wyruszył na zachód, do Chang’anu (dzis. Xi’an), by następnie odbyć podróż łodzią rzeką Jing. Pod koniec 83 powędrował na zachód przez Chenliu (dzis. część prefektury miejskiej Kaifeng) i Yingchuan, zaś w 84 przebywał w prowincji Jing, najpierw odwiedzając ojczyznę swoich przodków, Nanyang, później zaś na południu docierając aż do Jangcy. Wiosną 85 ponownie wyruszył na wschód, odbył ceremonię rytualnej orki w komanderii Jiyin (południowo-zachodni Szantung), pojawił się na świętej górze Tai Shan oraz złożył ofiarę Konfucjuszowi i jego uczniom w Lu. Rok później był już na północy, gdzie ponownie odwiedził Henei, tym razem tam odbywając ceremonię rytualnej orki, by później powędrować do Zhongshan (północno-zachodnie Shanxi) na północnym pograniczu. Wiosną i jesienią 87, kilka miesięcy przed swoją śmiercią, odwiedził położone na południowym wschodzie Pengcheng (dzis. Xuzhou) i Pei. Te podróże składały się na „osiągnięcie nie pobite przez żadnego innego władcę Późniejszych Hanów, które prezentowało obraz władcy troszczącego się o swoich ludzi jak ojciec lub matka”.
Pomimo cesarskiej dobroczynności i dobrej woli widoczne były oznaki przyszłych problemów. W szczególności w połowie lat 80. wzrosły obawy związane z tym, że dochody państwa zdawały się nie wystarczać na wykonywanie koniecznych zadań. Urzędnik Sekretariatu (尚書, shangshu) Zhang Lin zaproponował wprowadzenie państwowego monopolu na handel solą oraz ustanowienie państwowego handlu, tak by kontrolować prywatnych kupców i osiągać zysk dla państwa. Cesarz zaakceptował te sugestie, jednak program spotkał się z oporem konserwatywnych konfucjanistów takich jak Zhu Hui i został porzucony wkrótce po śmierci cesarza. Problem niezdolności cesarskiego rządu do uzyskania części narodowego bogactwa wystarczającej do jego prawidłowego funkcjonowania pozostał zatem nierozwiązany.

### Sprawy pogranicza

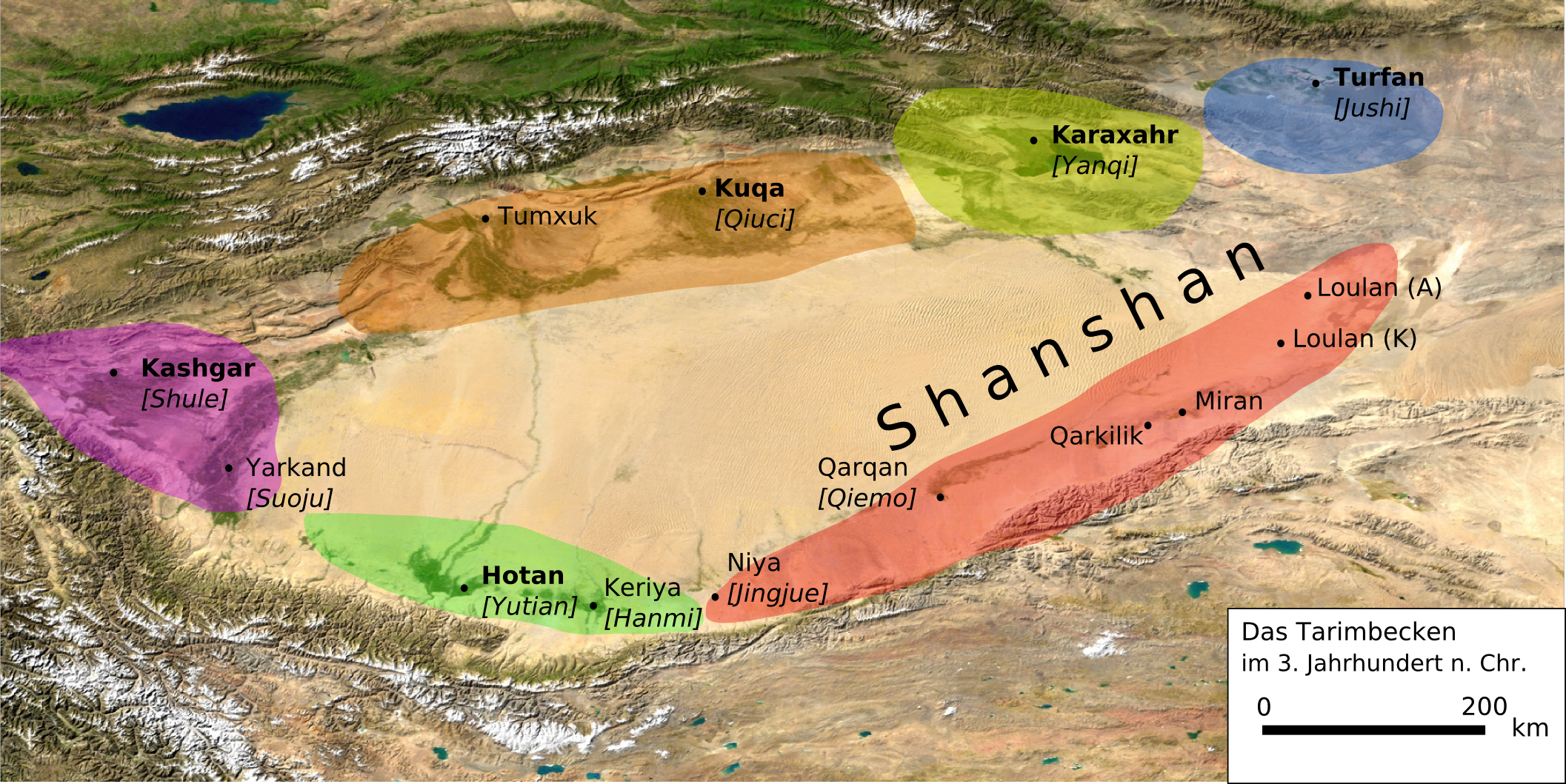
Miasta i państwa basenu Tarymu w Późniejszym okresie Han

Na samym początku swych rządów nowy cesarz stanął w obliczu poważnego kryzysu w Rejonach Zachodnich, gdzie Generalny Protektorat (都护府, duhufu) ustanowiony przez jego poprzednika został obalony, zaś chińskie garnizony w królestwie Jushi (położonym w rejonie pasma Bogda Shan) zostały oblężone przez Północnych Xiongnu. Chińska odsiecz, wzmocniona przez posiłki z królestwa Shanshan (zob. Loulan), wyruszyła dopiero zimą i uwolniła garnizon w Bliższym Jushi, który wytrzymał kilkumiesięczne oblężenie. Kolejna wyprawa przekroczyła góry by uratować obrońców garnizonu w Dalszym Jushi, co również się udało, ale ostatecznie z kilkuset ludzi uratowało się jedynie dwunastu, na czele z ich dowódcą Geng Gongiem. Poeta i historyk Ban Gu skomponował poemat wysławiający chwałę chińskiego oręża, jednak w rzeczywistości była to upokarzająca klęska, której dopełnienie stanowiła ewakuacja chińskiej kolonii w Yiwu (rejon dzis. Hami).
Te niepowodzenia w następnych latach zostały jednak przyćmione przez sukcesy osiągnięte przez Ban Chao, który od 73 działał w Rejonach Zachodnich, początkowo jako podwładny Dou Gu, a później samodzielnie. Korzystając z minimalnych sił własnych udało mu się zmusić lub przekonać do uznania chińskiej zwierzchności władców Shanshan, Yutian (dzis. Chotan) oraz Shule (dzis. Kaszgar). Po chińskich porażkach w 75 Ban Chao zignorował cesarski rozkaz i nie wycofał się z Shule, gdzie ustanowił swoją siedzibę, i w ciągu kilku następnych lat poszerzył swoje terytorium za pomocą dyplomacji. W 78 dowodził już dziesięcioma tysiącami ludzi z Shule, Yutian i Jumi (dzis. Kerija) na Północnym Szlaku i posiadał sojuszników w Sogdzie. W 80 otrzymał posiłki z Chin, zaś trzy lata później został mianowany Głównym Urzędnikiem z Dowództwem nad Wojskiem (将兵长史, jiangbing zhangshi), ze sztandarami i insygniami samodzielnego dowództwa. Nie był to pełen Generalny Protektorat, ale dzięki Ban Chao cesarstwo stało się dominującą siłą w Rejonach Zachodnich.
Ban Chao nie musiał walczyć bezpośrednio z Północnymi Xiongnu, ci bowiem po serii susz na początku lat 80. byli osłabieni. Cesarstwo nie wysłało przeciwko nim żadnej większej wyprawy, lecz zadowalało się wypłacaniem subsydiów Wuhuan i Xianbei, zachęcając ich do atakowania swoich sąsiadów. W 84 Północny shanyu poprosił o zezwolenie na handel w komanderii Wuwei, ale chociaż Hanowie wyrazili zgodę, to Południowi Xiongnu zaczęli napadać na karawany z Północy, bojąc się, że jakiekolwiek porozumienie pomiędzy cesarstwem a ich rywalami zagrozi ich bezpieczeństwu. Ta polityka zakończyła się sukcesem, ponieważ zażenowani Chińczycy zapłacili okup za porwanych przez Południowych Xiongnu oraz odszkodowania za tych, którzy zostali zabici, jednak nadzieja na jakiekolwiek trwałe uregulowanie stosunków z Północnymi Xiongnu upadła. Ci ostatni stawali się coraz słabsi i w 87 shanyu Youliu zginął zamordowany przez rajd Xianbei, co dało początek okresowi anarchii wśród północnych koczowników.
Bliżej centrum imperium prowincją Liang (dzis. Gansu) wstrząsały niepokoje wśród miejscowych Qiangów. W 76 aby zapanować nad sytuacją przywrócono urząd Protektora Qiangów, który musiał walczyć z Miyu, synem wodza Dianyu, który niegdyś poddał się cesarstwu. Przez dziesięć lat prowadził on wojnę na małą skalę, jednak w 86 odniósł duży sukces pokonując armię Protektora Fu Yu i zabijając jego samego. W 87 następca Fu Yu, Zhang Yu, przekonał Miyu do poddania się, tylko po to by następnie otruć go w trakcie ceremonialnego bankietu. Ten zdradziecki akt okazał się błędem, ponieważ syn Miyu, Mitang, natychmiast rozpoczął kampanię zemsty przeciwko Chińczykom i problem okazał się na tyle poważny, że cesarz w ciągu roku trzy razy ogłaszał amnestię, obiecując darowanie kary skazańcom skierowanym do armii. Mitang został pokonany i zgodził się na rozejm, pozostał jednak nieprzejednanym wrogiem cesarstwa.

### Uczeni, kalendarz i rytuały
Od najmłodszych lat przyszły cesarz zdawał się być autentycznie zainteresowany konfucjanizmem, w szczególności Starym Tekstem Ksiegi Dokumentów oraz Zuozhuan. O ile jego ojciec cesarz Ming i dziadek cesarz Guangwu popierali Szkołę Nowego Tekstu, o tyle późniejsza generacja, pod wpływem racjonalnego podejścia Wang Chonga, utraciła wiarę w znaczenie interpretacji omenów i była mniej tolerancyjna dla złożoności apokryfów (Chenwei) oraz rozpowszechnienia „szczegółowych komentarzy”, którymi obrosły klasyczne księgi konfucjanizmu. Już w 76 nowy cesarz zaprosił na dwór przedstawiciela Szkoły Starego Tekstu, Jia Kui, który przedstawił memoriał przekonujący o wyższości Zuozhuan nad komentarzami Gongyang i Guliang do Kroniki Wiosen i Jesieni. Cesarz nagrodził Jia Kui i nakazał mu dobranie sobie dwudziestu młodych uczonych i przygotowanie nowych edycji Kroniki Wiosen i Jesieni oraz Zuozhuan, jak również porównania Starego i Nowego Tekstu Księgi Dokumentów oraz Księgi Pieśni wraz z komentarzem do Starego Tekstu Zhou Li.
Pomimo wsparcia ze strony samego władcy Jia Kui i jego koledzy byli w mniejszości i ich przeciwnicy ze Szkoły Nowego Tekstu, którym przewodził uczony Cesarskiego Uniwersytetu, Li Yu, przekonali cesarza by ten zwołał formalną debatę. Wzorem dla niej miała być debata w Pawilonie Kamiennej Fontanny przeprowadzona pod przewodnictwem cesarza Xuana w 51 p.n.e. Otwarta zimą 79 konferencja w Pawilonie Białego Tygrysa Północnego Pałacu trwała kilka miesięcy, a jej rezultaty zostały oficjalnie przedstawione w Rozprawach z Pawilonu Białego Tygrysa (白虎议奏, Bohu yizou), które to dzieło posłużyło następnie jako podstawa do sporządzenia streszczenia zatytułowanego „Wyczerpujące Dyskusje” (白虎通義, Bohu tongyi). Ban Gu był odpowiedzialny za znaczną część pracy nad Wyczerpującymi Dyskusjami.
Według Tjan Tjoe Soma Konferencja w Pawilonie Białego Tygrysa, której przewodził sam cesarz, miała na celu całościową rewizję klasyków i ich interpretacji. Cesarz, ze względu na swoją sakralną pozycję wyniesiony ponad zwykłych uczonych, miał tym samym położyć kres sporom pomiędzy zwolennikami Nowego i Starego Tekstu. Jednocześnie Tjan Tjoe Som zauważa jednak, iż zachowany tekst Bohu Tong odzwierciedla niemal w całości nauczanie Szkoły Nowego Tekstu. Być może mamy tutaj do czynienia z pewnymi późniejszymi interpolacjami czy wręcz fałszerstwami, nie zmienia to jednak faktu, iż Szkoła Nowego Tekstu utrzymała swoją dominację aż do końca epoki Han, „chociaż najbardziej energiczni i pełni wyobraźni uczeni należeli do tradycji Starego Tekstu”.
Pomimo tej porażki cesarz nadal wspierał Szkołę Starego Tekstu i w 81 mianował ministrem jednego ze związanych z nią uczonych, Zheng Zhonga, nakazując mu jednocześnie przygotowanie nowej edycji Zuozhuan. Wydany w 83 edykt powtarzał krytykę „szczegółowych komentarzy” i nakazywał raz jeszcze by studenci zaznajamiali się nie tylko z Zuozhuan, ale także ze Starym Tekstem Księgi Dokumentów i Księgi Pieśni.
Pod koniec I wieku n.e. kalendarz Taichu używany od niemal dwustu lat stał się poważnie niedokładny i w 85 cesarz proklamował nowy kalendarz, oparty na ulepszonym według metody opracowanej przez Fu Ana kalendarzu Sifen, obowiązującym w Okresie Walczących Królestw. Właściwych kalkulacji dokonali urzędnicy Bian Xin i Li Fan, zaś Jia Kui otrzymał zadanie sporządzenia końcowego raportu dotyczącego pewnych kwestii związanych z ostatecznym dostrojeniem nowego systemu. Była to ważna reforma, chociaż jak zauważył Nathan Sivin nowy kalendarz był dokładniejszy jeśli chodzi o długość roku, ale wcale nie lepszy w przewidywaniu zaćmień.
W 85 cesarz zasugerował przegląd obowiązujących rytuałów i ceremonii. W odpowiedzi proponowano by urządzić kolejną debatę, jednak nauczony poprzednimi doświadczeniami cesarz był niechętny ponownemu angażowaniu się w niekonkluzywne dyskusje uczonych. Uniwersytecki uczony Cao Bao z własnej inicjatywy podjął się kodyfikacji obowiązujących rytuałów i ceremonii i w 87 cesarz oficjalnie zlecił mu to zadanie. Cao Biao miał się opierać na zachowanych fragmentach tekstu Shusun Tonga, który opracował analogiczny system dla założyciela dynastii Han, Gaozu, oraz materiale z klasyków, historii i innych dzieł z cesarskiej biblioteki. Pod koniec roku Cao Biao przedstawił gotowe dzieło Nowe Rytuały (新礼, Xin li), obejmujące wszystkie kwestie od oczepin chłopców stających się mężczyznami do małżeństw i pogrzebów oraz każdą klasę społeczną, od cesarza do zwykłego poddanego. Chociaż Cao Bao był uczonym związanym ze Szkołą Nowego Tekstu i szeroko używał apokryfów, to przyjął także wiele interpretacji Szkoły Starego Tekstu. Cesarz zaakceptował jego kompilację, jednak zdawał sobie sprawę, iż sam jej wszechobejmujący charakter sprawia, że próba jej wprowadzenia w życie musiałaby spotkać się z szeroką opozycją. Była ona używana na początku panowania cesarza He, jednak później ze względu na jej niezborny charakter generalnie została porzucona.

### Harem i kwestia następstwa tronu
Cesarzowa wdowa Ma w 75, kiedy Liu Da był jeszcze tylko następcą tronu, wprowadziła do haremu dwie siostry Song (ich imiona osobiste nie są znane), z których jedna urodziła syna, Liu Qinga, w 79 mianowanego następcą tronu. Ewidentnie rody Ma i Song zamierzały wspólnie utrzymywać wpływ na cesarza poprzez jego konkubiny. Cesarzowa wdowa Ma nie była jednak w stanie zapewnić Damie Song tytułu cesarzowej, który w 78 cesarz ofiarował Damie Dou, wprowadzonej do haremu rok wcześniej razem ze swoją siostrą. Jakieś pięć lat młodsza od sióstr Song Dama Dou być może była atrakcyjniejsza dla dwudziestoletniego cesarza, jest także możliwe, iż w krytycznym momencie Dama Song była niedostępna ze względu na ciążę. Istotną rolę mogły jednak również odegrać względy polityczne, cesarz mógł bowiem chcieć uniknąć jednostronnego angażowania się po stronie Ma i Song, skąd wzięła się jego gotowość do wzmocnienia rodu Dou.
Gdy cesarzowa wdowa Ma zmarła w 79 Cesarzowa Dou formalnie stanęła na czele haremu, jednak podobnie jak jej poprzedniczka nie mogła mieć dzieci. W 77 do haremu przyjęto dwie siostry Liang i dwa lata później jedna z nich urodziła cesarzowi syna, Liu Zhao (późniejszy cesarz He). Cesarzowa Dou zawarła sojusz z rodem Liang i w 82 oskarżyła siostry Song o czary, które być może spowodowały jej bezpłodność. Siostry Song popełniły samobójstwo w więzieniu, natomiast rok później bracia zmarłej cesarzowej Ma, Ma Liao, Ma Fang i Ma Guang zostali oskarżeni o korupcję i pozbawieni swoich urzędów.
W sytuacji gdy imię matki Liu Qinga zostało zhańbione cesarz nie miał wyjścia i jeszcze w tym samym 82 roku na jego miejsce mianował nowym następcą tronu Liu Zhao. Był on zaledwie rok młodszy od Liu Qinga, a jego matką była pochodząca z arystokratycznej rodziny Dama Liang, wydawało się zatem, że jest to właściwy wybór (cesarz miał jeszcze dwóch starszych od Liu Qinga synów, którzy jednak zostali urodzeni przez konkubiny niskiego pochodzenia). Chociaż przestał on być następcą tronu cesarz kazał traktować Liu Qinga na równi z Liu Zhao i dwaj chłopcy byli wychowywani razem, tak że pomimo rywalizacji ich rodzin zostali bliskimi przyjaciółmi.
Liang mogli być zadowoleni z takiego obrotu spraw, jednak ich ambicja była zagrożeniem dla cesarzowej i jej rodziny. W 83 ojciec sióstr Liang, Liang Song, został stracony na podstawie anonimowego oskarżenia o zdradę, jego synowie zostali wygnani, zaś córki zmarły w więzieniu, gdzie zostały zabite lub popełniły samobójstwo. Cesarzowa Dou adoptowała czteroletniego Liu Zhao i traktowała go jak własnego syna, co było o tyle ułatwione, że ten nie pamiętał swojej biologicznej matki. Cesarzowa Dou okazała się zatem mistrzynią intryg. Za pomocą oskarżeń o czary pozbyła się sióstr Song i trudno uwierzyć, że nie miała nic wspólnego z donosem, który doprowadził do upadku rodu Liang. W rezultacie Dou wydawali się nie mieć żadnej poważnej konkurencji w walce o wpływy na cesarskim dworze. Jednak dopóki żył, cesarz utrzymywał kontrolę w swoich rękach i na krótko przed śmiercią miał być wściekły na swojego szwagra Dou Xiana za sposób w jaki potraktował on cesarską siostrę, księżniczkę Liu Zhi, i pozbawił go wszystkich urzędów. Od gorszego losu Dou Xiana uratowały tylko błagania cesarzowej.

## Dziedzictwo
Liu Da zmarł 9 kwietnia 88, w wieku zaledwie trzydziestu lat, i otrzymał imię świątynne Suzong („Godny przykład”) i imię pośmiertne Xiaozhang. Ponieważ imiona pośmiertne wszystkich cesarzy dynastii Han, z wyjątkiem Gaozu i Guangwu, zawierają prefiks xiao, tradycyjnie odnosi się do nich z jego pominięciem, stąd mówimy o cesarzu Zhangu. Wczesna śmierć cesarza Zhanga miała poważne konsekwencje dla przyszłości dynastii Han. Jego następca, Liu Zhao, nie miał jeszcze dziesięciu lat i w tej sytuacji cesarzowa wdowa Dou objęła regencję, zaś jej rodzina, której przewodził Dou Xian, zdominowała cesarski dwór. Odtąd „przez ponad stulecie, od 88 do 189, każdy cesarz umierał młodo i każdy zostawiał jako następcę małoletniego chłopca. Seria takich krótko panujących władców była nieszczęściem samym w sobie, ale problem stawał się jeszcze poważniejszy ze względu na ambicje rodów sprawujących regencje”.
To dlatego przez potomnych Zhangdi był często postrzegany jako ostatni „dobry” cesarz dynastii Han. Dla przykładu Sima Guang w Zizhi Tongjian argumentował, iż Późniejsza dynastia Han została zbudowana na cnocie pierwszych cesarzy, Guangwu, Minga i Zhanga, którzy rozciągnęli wpływ konfucjańskiej moralności pośród całego ludu Chin i krajów sąsiednich, co później zostało zaprzepaszczone przez walczących ze sobą o władzę cesarskich powinowatych i eunuchów oraz tyranię takich cesarzy jak Huan i Ling, prześladujących autentycznie lojalnych w stosunku do państwa. W sumie zatem „następne pokolenia patrzyły wstecz z podziwem” na panowanie cesarza Zhanga i jest ono często ujmowane razem z panowaniem jego ojca, cesarza Minga, jako jeden okres (明章之治, Ming-Zhang zhi zhi) charakteryzujący się pomyślnością i pokojem.